# Bruno Risi
Bruno Risi (Altdorf, 6 de septiembre de 1968) es un deportista suizo que compitió en ciclismo en las modalidades de pista, especialista en las pruebas de puntuación y madison, y ruta.
Participó en cinco Juegos Olímpicos de Verano, entre los años 1988 y 2008, obteniendo una medalla de plata en Atenas 2004 en la prueba de madison (haciendo pareja con Franco Marvulli).
Ganó once medallas en el Campeonato Mundial de Ciclismo en Pista entre los años 1990 y 2007, y siete medallas en el Campeonato Europeo entre los años 1995 y 2006.

## Medallero internacional
| Juegos Olímpicos   | Juegos Olímpicos            | Juegos Olímpicos  | Juegos Olímpicos |
| Año                | Lugar                       | Medalla           | Competición      |
| ------------------ | --------------------------- | ----------------- | ---------------- |
| 2004               | Atenas ( Grecia)            | Medalla de plata  | Madison          |
| Campeonato Mundial |                             |                   |                  |
| Año                | Lugar                       | Medalla           | Competición      |
| 1990               | Maebashi ( Japón)           | Medalla de plata  | Puntuación (A)   |
| 1991               | Stuttgart ( Alemania)       | Medalla de oro    | Puntuación (A)   |
| 1992               | Valencia ( España)          | Medalla de oro    | Puntuación (P)   |
| 1994               | Palermo ( Italia)           | Medalla de oro    | Puntuación       |
| 1995               | Bogotá ( Colombia)          | Medalla de bronce | Madison          |
| 1997               | Perth ( Australia)          | Medalla de plata  | Puntuación       |
| 1999               | Berlín ( Alemania)          | Medalla de oro    | Puntuación       |
| 2001               | Amberes ( Bélgica)          | Medalla de oro    | Puntuación       |
| 2003               | Stuttgart ( Alemania)       | Medalla de oro    | Madison          |
| 2004               | Melbourne ( Australia)      | Medalla de plata  | Madison          |
| 2007               | Palma de Mallorca ( España) | Medalla de oro    | Madison          |
| Campeonato Europeo |                             |                   |                  |
| Año                | Lugar                       | Medalla           | Competición      |
| 1995               | Mánchester ( Reino Unido)   | Medalla de oro    | Madison          |
| 1996               | Zúrich ( Suiza)             | Medalla de plata  | Madison          |
| 1997               | Dortmund ( Alemania)        | Medalla de plata  | Madison          |
| 2000               | Gante ( Bélgica)            | Medalla de bronce | Madison          |
| 2002               | Ámsterdam ( Países Bajos)   | Medalla de plata  | Madison          |
| 2003               | Ámsterdam ( Países Bajos)   | Medalla de bronce | Madison          |
| 2006               | Ballerup ( Dinamarca)       | Medalla de oro    | Madison          |

1. 1 2 3 4 5 6 7  Campeonato Europeo realizado sólo para la disciplina de madison.

## Palmarés en pista
- 1990

 Campeón del mundo de Puntuación amateur
- 1991

 Campeón del mundo de Puntuación amateur
- 1992
  -  Campeón del mundo de Puntuación amateur

1.º en los Seis días de Dortmund (con Kurt Betschart)
1.º en los Seis días de Zúrich (con Kurt Betschart)
- 1993

1.º en los Seis días de Gante (con Kurt Betschart)
1.º en los Seis días de Dortmund (con Kurt Betschart)
1.º en los Seis días de Zúrich (con Kurt Betschart)
1.º en los Seis días de Múnich (con Kurt Betschart)
- 1994

 Campeón del mundo de Puntuación
1.º en los Seis días de Múnich (con Kurt Betschart)
1.º en los Seis días de Copenhague (con Kurt Betschart)
1.º en los Seis días de Burdeos (con Kurt Betschart)
- 1995

Campeón de Europa de Madison (con Kurt Betschart)
1.º en los Seis días de Bremen (con Kurt Betschart)
1.º en los Seis días de Zúrich (con Kurt Betschart)
1.º en los Seis días de Colonia (con Kurt Betschart)
- 1996

1.º en los Seis días de Gante (con Kurt Betschart)
1.º en los Seis días de Zúrich (con Kurt Betschart)
1.º en los Seis días de Copenhague (con Kurt Betschart)
- 1997

1.º en los Seis días de Dortmund (con Kurt Betschart)
1.º en los Seis días de Múnich (con Kurt Betschart)
1.º en los Seis días de Leipzig (con Kurt Betschart)
- 1998

1.º en los Seis días de Herning (con Kurt Betschart)
1.º en los Seis días de Zúrich (con Kurt Betschart)
1.º en los Seis días de Múnich (con Kurt Betschart)
1.º en los Seis días de Stuttgart (con Kurt Betschart)
1.º en los Seis días de Fiorenzuola d'Arda (con Giovanni Lombardi)
- 1999

 Campeón del mundo de Puntuación
1.º en los Seis días de Bremen (con Kurt Betschart)
1.º en los Seis días de Dortmund (con Kurt Betschart)
1.º en los Seis días de Zúrich (con Kurt Betschart)
| - 2000 1.º en los Seis días de Zúrich (con Kurt Betschart y Markus Zberg) 1.º en los Seis días de Múnich (con Kurt Betschart) - 2001 - Campeón del mundo de Puntuación - 2002 1.º en los Seis días de Gante (con Kurt Betschart) 1.º en los Seis días de Bremen (con Kurt Betschart) 1.º en los Seis días de Stuttgart (con Kurt Betschart) - 2003 Campeón del mundo de Madison (con Franco Marvulli) 1.º en los Seis días de Dortmund (con Kurt Betschart) 1.º en los Seis días de Múnich (con Kurt Betschart) 1.º en los Seis días de Berlín (con Kurt Betschart) - 2004 Medalla de plata en los Juegos Olímpicos de Atenas en Madison (con Franco Marvulli) 1.º en los Seis días de Bremen (con Kurt Betschart) - 2005 1.º en los Seis días de Stuttgart (con Kurt Betschart y Franco Marvulli) 1.º en los Seis días de Berlín (con Kurt Betschart) 1.º en los Seis días de Ámsterdam (con Kurt Betschart) - 2006 Campeón de Europa de Madison (con Franco Marvulli) 1.º en los Seis días de Maastricht (con Franco Marvulli) 1.º en los Seis días de Dortmund (con Erik Zabel) 1.º en los Seis días de Zúrich (con Franco Marvulli) 1.º en los Seis días de Múnich (con Erik Zabel) | - 2007 Campeón del mundo de Madison (con Franco Marvulli) 1.º en los Seis días de Bremen (con Erik Zabel) 1.º en los Seis días de Dortmund (con Franco Marvulli) 1.º en los Seis días de Zúrich (con Franco Marvulli) 1.º en los Seis días de Múnich (con Franco Marvulli) 1.º en los Seis días de Copenhague (con Franco Marvulli) 1.º en los Seis días de Hasselt (con Franco Marvulli) 1.º en los Seis días de Fiorenzuola d'Arda (con Franco Marvulli) 1.º en los Seis días de Zuidlaren (con Franco Marvulli) 1.º en los Seis días de Stuttgart (con Alexander Aeschbach y Franco Marvulli) - 2008 1.º en los Seis días de Zúrich (con Danny Stam) 1.º en los Seis días de Copenhague (con Franco Marvulli) 1.º en los Seis días de Berlín (con Franco Marvulli) 1.º en los Seis días de Hasselt (con Franco Marvulli) 1.º en los Seis días de Fiorenzuola d'Arda (con Franco Marvulli) 1.º en los Seis días de Turín (con Franco Marvulli) - 2009 1.º en los Seis días de Zúrich (con Franco Marvulli) 1.º en los Seis días de Múnich (con Franco Marvulli) 1.º en los Seis días de Hasselt (con Kenny De Ketele) - 2010 1.º en los Seis días de Bremen (con Franco Marvulli) |

### Resultados de laCopa del Mundo
- 1995

1.º en Manchester, en Puntuación
- 1996

1.º en Cottbus, en Puntuación
- 1997

1.º en Fiorenzuola d'Arda, en Puntuación
1.º en Quartu Sant'Elena y Adelaida, en Madison

## Palmarés en ruta
- 1990
  - Vencedor de una etapa del Circuito Franco-belga
- 1991
  - 1.º en el Giro del Lago Maggiore.

### Resultados en el Giro de Italia
- 1992. Abandona (18.ª etapa)